# 引佐赤十字病院
引佐赤十字病院（いなさせきじゅうじびょういん）は、静岡県浜松市浜名区に所在する医療機関。日本赤十字社が運営する病院の一つ。

## 沿革
- 1946年（昭和21年） - 日本赤十字社静岡支部引佐診療所開設[1]。
- 1951年（昭和26年）- 引佐赤十字病院に昇格[1]。
- 2010年（平成22年）- 小児科・皮膚科・耳鼻いんこう科の診療を終了[1]。
- 2011年（平成23年）- 外科・眼科の診療を終了[1]。
- 2024年（令和6年）
  - 2月8日 - 日本赤十字社から閉院が発表される[3]。
  - 2月15日 - 整形外科の外来診療を終了[3]。
  - 3月29日 - 糖尿・内分泌の外来診療を終了[3]。
- 2025年（令和7年）
  - 3月31日 - 閉院[3][4]。

## 診療科
- 内科
- 整形外科
- リハビリテーション科

## アクセス
- 遠鉄バス43引佐線・45奥山線「金指」停留所から、徒歩約5分
- 天竜浜名湖鉄道線金指駅から、徒歩約5分